# 構造沉降
構造沉降（英語：tectonic subsidence）是地殼相對大地水準面的大規模下沉。 地殼板塊運動和斷層
. 形成的大規模沉降能在多種環境中造成，包括被動邊緣、拗拉槽、弧前盆地、前陸盆地、洲際盆地和拉張盆地。 造成的機制常見有三種：伸展、冷卻和加載。

### 機制

#### 擴張

正斷層通過 地壘和地塹系統延伸

正斷層能由地壘和地塹系統來延伸地殼。而岩石圈也經由在正斷層或裂陷中心發展水平延伸。一個延伸的地區，同時也減少了該區厚度。因而導致較薄的地殼下沉。

#### 冷卻
在裂谷形成中，岩石圈被拉伸而減薄導致岩石圈的區域頸縮（上下界面界面相互接近）。下伏的軟流圈也被動的上升以取代變薄岩石圈在的地幔。隨後，在裂谷/伸展期結束後，在淺層的軟流圈逐漸冷卻回歸到地幔。由於岩石圈中的地幔比軟流圈地幔更緻密，這種冷卻會導致沉降。這種現像被稱為“熱沉降” 。 

#### 加載

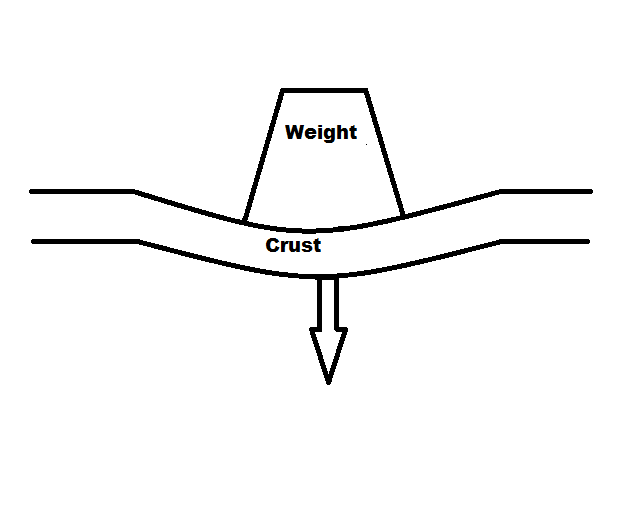
重量導致地殼彎曲和沈降

沉積物的堆積或造山運動均能加載地殼的負荷重量，因而導致地殼凹陷和沈降。沉積速度和幅度控制沉降的速度 。 
在造山運動中，岩層局部的堆積成山對地殼也增加產很大的負荷，導致岩石圈彎曲凹陷。